# Marcel Marceau
Pour les articles homonymes, voir Marceau.
Marcel Marceau, dit le mime Marceau, nom de scène de Marcel Mangel, né le 22 mars 1923 à Strasbourg et mort le 22 septembre 2007 à Cahors, est un mime et acteur français. Il a connu une célébrité internationale avec son personnage silencieux de Bip, créé en 1947.

## Biographie

### Jeunesse
Né à Strasbourg (Bas-Rhin) dans une famille juive, il est le second fils de Charles Mangel (né le 27 juillet 1895 à Będzin, dans le sud de la Pologne), un boucher casher qui aurait aimé être chanteur, et d'Anna Werzberg, une mère passionnée par les livres.
En 1926, la famille part s'installer à Lille pour des raisons professionnelles. À cette époque, sa tante Fanny, sœur de son père, lui fait découvrir l'univers du cinéma et les films de Charlie Chaplin. L'influence du personnage de Charlot sur le jeune Marcel est immense et ne le quittera plus durant toute sa vie.
Son père baryton l'emmène fréquemment à l'opéra ou à la boxe. Partageant son enfance entre deux régions, la famille retourne vivre à Strasbourg où, jusqu'en 1938, Marcel fait ses études au lycée Fustel-de-Coulanges. Pendant l’année scolaire 1938-1939, il a comme camarade Germain Muller, qui, le 27 mars 1990, lui remettra un Bretzel d'or. L'évacuation de 1939 les sépare. Ils ne se retrouveront qu’après la guerre. Selon Charles Muller, son professeur de français, il était le meilleur élève en récitation et en poésie.
Sa famille d'origine juive polonaise est évacuée comme le reste de la population strasbourgeoise au début de la Seconde Guerre mondiale. Elle s’installe d’abord à Chancelade puis à Périgueux, et en 1941, à Limoges où Marcel poursuit ses études au lycée Gay-Lussac pendant le second trimestre ; il y apparaît comme un bon élève ; il intègre en parallèle l’école des arts décoratifs de Limoges où il s'exerce à la céramique. Le proviseur du lycée Gay-Lussac, Joseph Storck, un Juste parmi les nations, protège les élèves juifs.
En 1942, Marcel Marceau est moniteur de théâtre à Montintin (Haute-Vienne), dirigé par le docteur Raymond Lévy, de Reims, et à la maison d'enfants du couple Hagnauer à Sèvres, un internat qui cachait une centaine d'enfants juifs, où il est connu sous son nom de totem : « Kangourou ». Yvonne Hagnauer recevra le titre de Juste parmi les Nations en 1974. Grâce à son talent d’acteur, il donne des cours de théâtre aux enfants juifs pour leur permettre de dédramatiser une situation tendue et de conjurer leur peur. En compagnie de son cousin Georges Loinger, il participe même à la fuite d’une trentaine d’enfants juifs vers la Suisse. Sous l'influence de ce cousin germain, grand résistant, et de son frère Simon Mangel, Marcel rejoint la Résistance en 1942 à Limoges au sein du secteur FTP Dordogne Nord. Il prend alors le pseudonyme de Marceau. Il raconte l'avoir « pris dans la Résistance à cause du vers de Victor Hugo, dans Les Châtiments : "Joubert sur l'Adige/ Marceau sur le Rhin". J'étais né dans le Bas-Rhin et je voulais bouter les Allemands hors de France ».
Le 19 février 1944, le père de Marcel Mangel est arrêté à Limoges dans la boucherie où il est employé et déporté depuis la gare de Bobigny dans le convoi n° 69 du 7 mars 1944 à Auschwitz où il est assassiné. À la Libération, Marceau s'engage dans la Première armée du général de Lattre et fait la campagne d'Allemagne.

### Le mime: «Je serai mime ou rien»

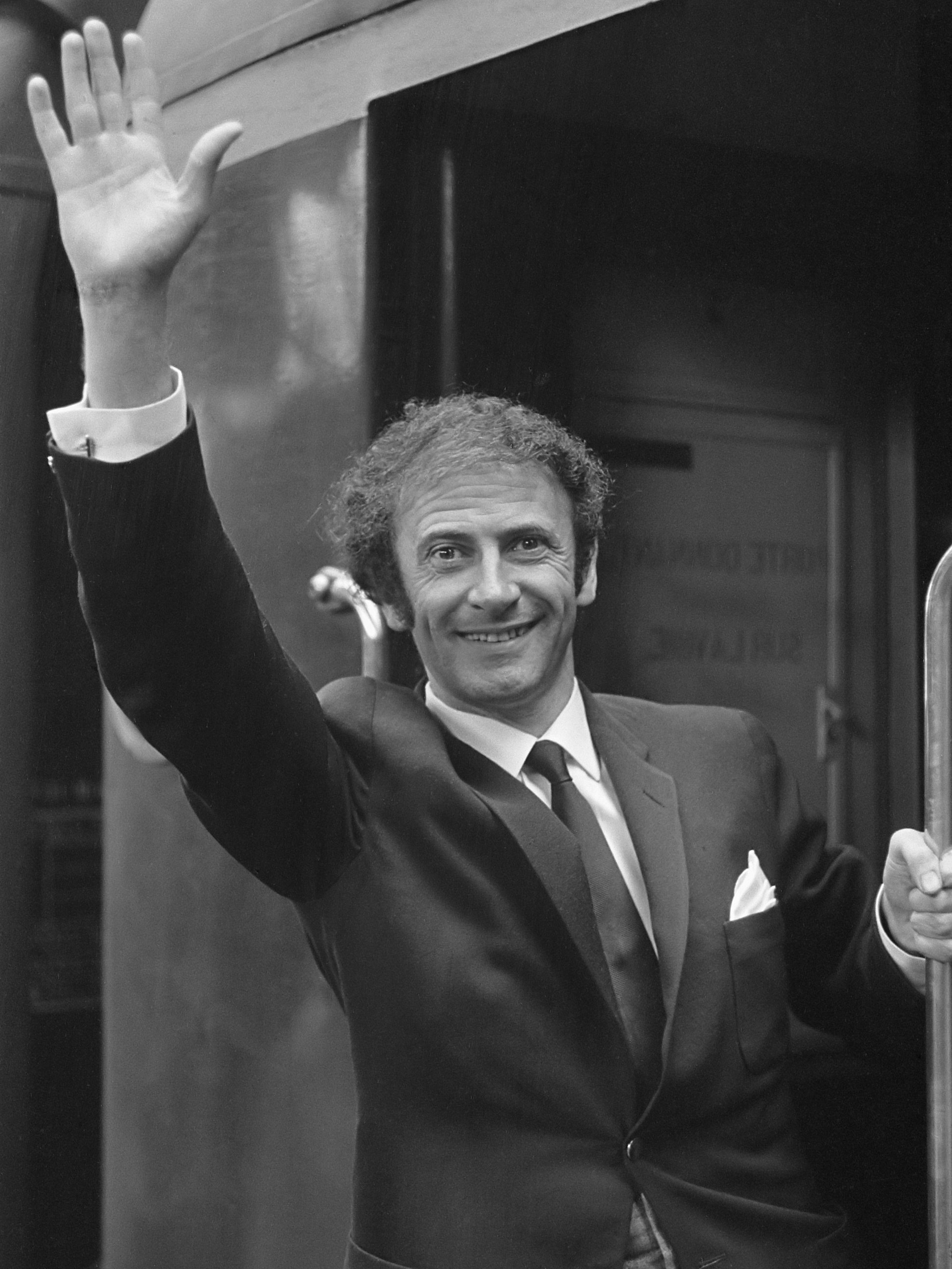
Marcel Marceau en 1962.

Après avoir fréquenté l’École nationale des arts décoratifs de Limoges, qui lui laisse le goût du dessin et de la peinture, Marcel Marceau devient l’élève de Charles Dullin, de Jean-Louis Barrault et d’Étienne Decroux qui établit la « grammaire » de l’art du mime qu’il appelait la « statuaire mobile ».
 ({{{date}}}).
C'est parce qu'il a une voix de gorge, sourde, voilée, très handicapante pour son futur métier de comédien qu'il décide de devenir mime.
Pour Marcel Marceau, l'art du mime puise sa force poétique dans cet engagement de tout le corps pour donner forme à l'invisible, créer la métaphore au travers des gestes et du regard. Au théâtre de Poche Montparnasse, le 22 mars 1947, jour du 24e anniversaire de l’artiste, sort de l’ombre des coulisses un drôle de personnage, Pierrot lunaire, « hurluberlu blafard » à l’œil charbonneux et à la bouche déchirée d’un trait rouge, un drôle de haut-de-forme sur la tête, une fleur rouge tremblotante servant de panache à ce Don Quichotte dégingandé en lutte contre les moulins à vent de l’existence : « Bip » était né, aussi indissociable de Marceau que Charlot de Chaplin. « La parole n'est pas nécessaire pour exprimer ce qu'on a sur le cœur » disait-il. En hommage au personnage de « Pip (en) » du roman Les Grandes Espérances de Charles Dickens : « Bip est un personnage intemporel, tout en étant proche de mes rêves d'enfants. Il se cogne à la vie qui est à la fois un grand cirque et un grand mystère, et j'aime à dire qu'il finit toujours vaincu, mais toujours vainqueur… Il est tout ensemble l'homme de la rue, un vagabond du quotidien et l'homme universel affrontant le tragi-comique de l'existence… Il est l'homme tout simplement, se montrant dans la nudité et la fragilité de son être. ». Inspiré par « le Paris de l'après-guerre avec ses vieilles rues, ses becs de gaz jaunis par le temps et le cri des faubourgs », Marcel Marceau va enrichir son personnage en puisant expressivité des traits et personnification des caractères dans le théâtre no, le kabuki, les masques du théâtre oriental ou de la commedia dell'arte.
En 1947, il fonde sa propre compagnie, la « Compagnie Marcel Marceau », et inscrit au répertoire des mimodrames et des pantomimes : Le Manteau, d'après Nicolas Gogol, Le Joueur de flûte, Exercices de style, Le Matador, Le Petit Cirque, Paris qui rit, Paris qui pleure.

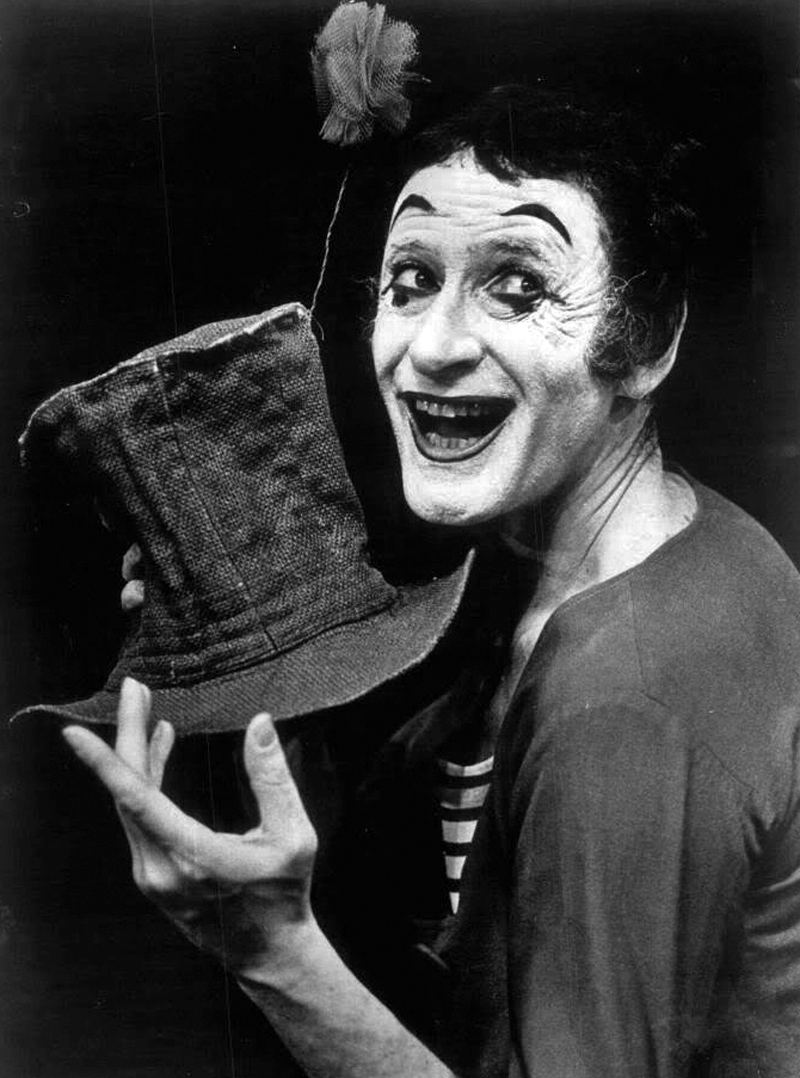
Marcel Marceau en Bip le Clown en 1974.

Il rencontre, à cette époque, l'un des grands décorateurs de théâtre de l'après-guerre : Jacques Noël, qui devient très vite le créateur de tous les décors et scénographies des mimodrames de la compagnie.

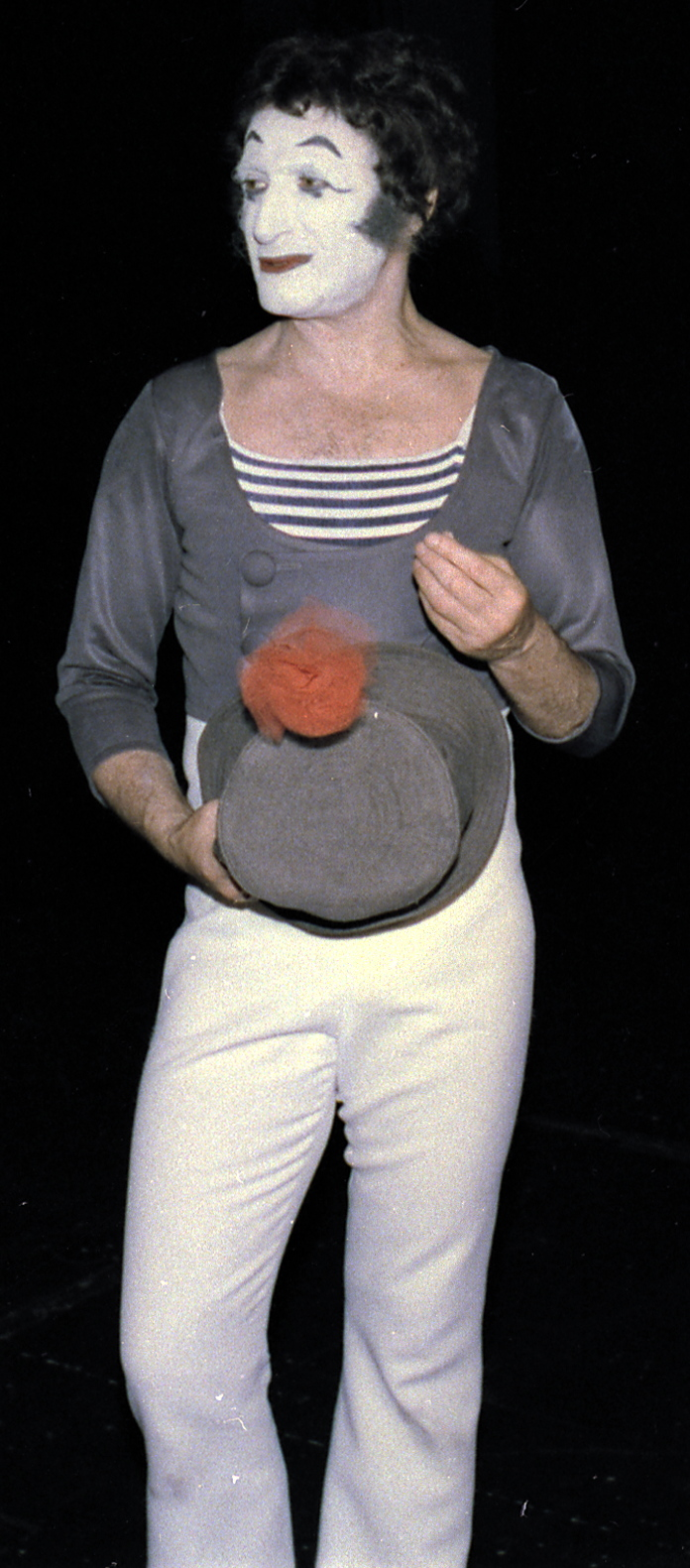
Marcel Marceau, en Bip, en 1977.

En 1952, il engage dans sa compagnie Pierre Verry (1913-2009), élève avec lui d’Étienne Decroux, qui sera son partenaire attitré jusqu'en 1979. Pierre Verry accompagne Marcel Marceau en tournée dans le monde entier, présentant ses numéros par ses célèbres pancartes. Le 23 mai 2011, les archives de Pierre Verry sont entrées à la Bibliothèque nationale de France, département des Arts du spectacle. Adriano Sinivia remplace Pierre Verry en 1980 à l'occasion de l'inauguration de la biennale de Venise à la Fenice. De 1969 à 1971, Marcel Marceau fonde et dirige à Paris la première école internationale de mime, dont il confie la direction à Pierre Verry, au théâtre de la Musique, ancienne Gaîté-Lyrique. Il rencontre et engage à cette époque l'artiste chilien Alejandro Jodorowsky, qui utilisait déjà le mime dans son premier film Fando et Lis. Il lui demande de publier un album sur Pietrolino, dont Jodorowsky prépare le synopsis, mais la publication n'aura lieu qu'en 2007 sur un dessin d'Olivier Boiscommun.
Au cours de sa longue carrière, Marcel Marceau va porter l'art du mime sur les scènes du monde entier, brisant les frontières de la langue et redonnant à cet art une envergure cosmopolite et populaire. Que ce soit d'une façon soliste ou en tant que dramaturge au travers de sa compagnie de mimodrame, il ne cessera de questionner l'art théâtral par le parti pris du silence.[réf. nécessaire]. Il disait : « Dans mes mimodrames et dans mes pantomimes au théâtre, je peux construire un monde tel que je voudrais qu’il soit, montrer la déchirure, le mal, en ne montrant pas l’abandon mais un cri d’espoir. Je crois à la rédemption humaine à travers le théâtre ».
Marcel Marceau a créé un personnage, mais aussi un style original, pratiqué par lui-même et par sa compagnie, puis enseigné dans son école. Son ouverture d'esprit lui a permis de rejoindre le Comité d'honneur du Festival Mimos, composé de Jean-Louis Barrault, Jacques Lecoq, Bob Wilson, Kazuo Ohno, pendant quelques années Maguy Marin puis Josef Nadj. La réunion de ces personnalités exceptionnelles, très différentes les unes des autres, montrait que le mime avait atteint les sommets de la créativité.
Éternellement vêtu d'un pantalon blanc à pattes d’éléphant remonté au-dessus de la taille, d'une marinière, d'un caraco gris à gros boutons ronds et d'un chapeau claque rapiécé d'où émerge une fleur écarlate, avec son maquillage caractéristique (le visage enfariné avec du blanc qu'il fabrique lui-même, les sourcils en accent circonflexe, les yeux cerclés de noir et les lèvres de sang), le mime Marceau devient au fil des années un des artistes français les plus connus dans le monde. Ses tournées aux États-Unis créent une vraie révolution théâtrale dans les années 1950, où a beaucoup été évoqué, notamment, son mouvement de la « marche contre le vent », à l'origine du moonwalk de Michael Jackson.
En France, il joue en 1975 dans la prestigieuse Cour d'honneur du palais des papes pour le Festival d'Avignon.
En 1978, il crée à Paris une école internationale de mimodrame, située dans les sous-sols du théâtre de la Porte-Saint-Martin au no 17 rue René-Boulanger, avec la volonté et l’espoir farouche de réaliser une de ses aspirations les plus profondes : l’art comme point de rencontre de toutes les cultures où des élèves de plus de vingt nationalités, de 18 à 25 ans, se côtoient. Alors que cette école devait initialement voir le jour à New York, le maire de Paris Jacques Chirac et son conseiller culturel Marcel Landowski permettent son ouverture le 15 novembre 1978. Des cours de mime, de danse classique, d'acrobatie et d'art dramatique y sont dispensés par une douzaine de professeurs dont sa femme et disciple Anne Sicco. « Il ne suffit pas d’utiliser une technique, de sortir d’une école pour devenir artiste. Il faut créer un esprit et une méthode dramatique qui fassent évoluer l’élève. »

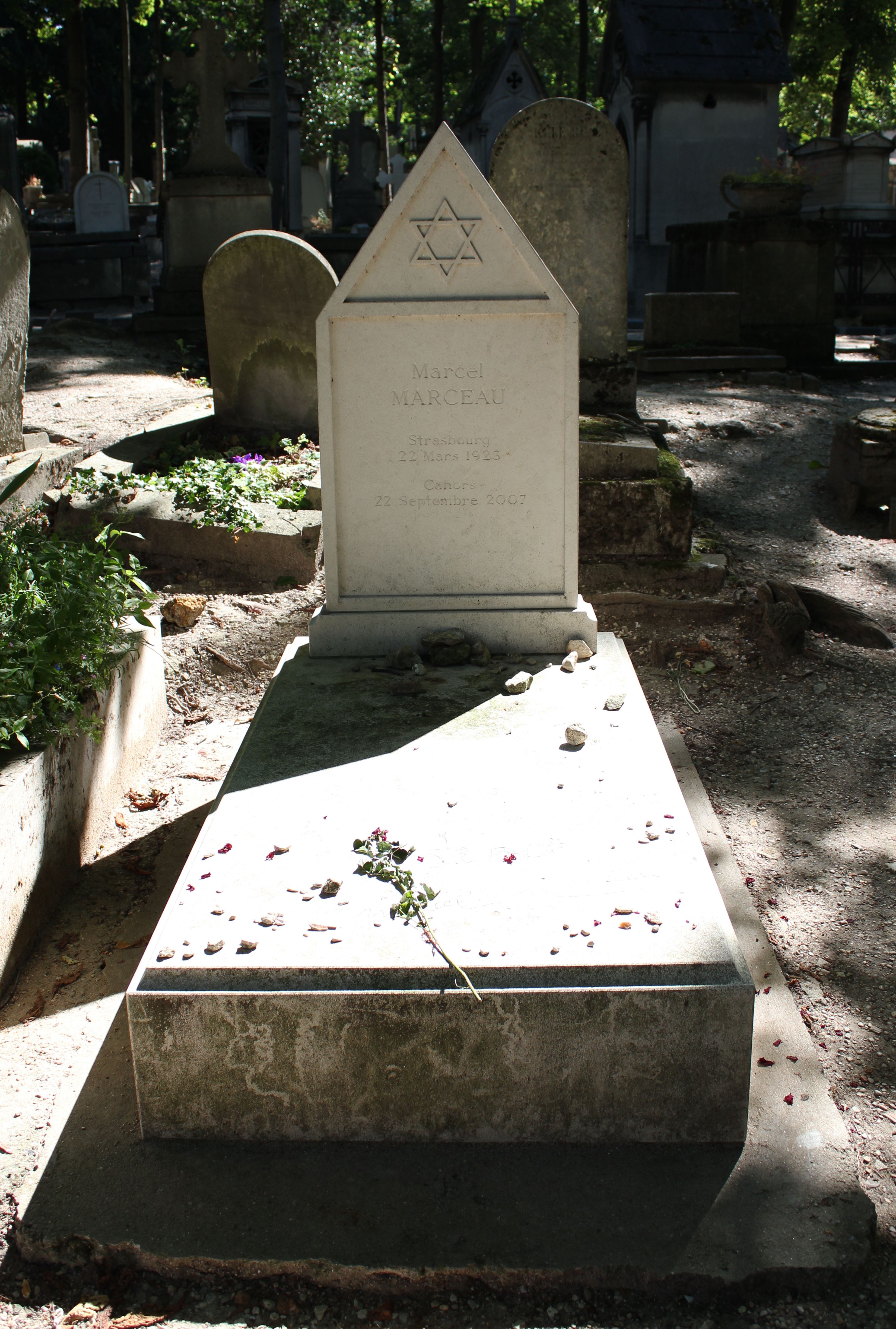
Tombe de Marcel Marceau à Paris, au cimetière du Père-Lachaise (division 21).

Vingt-sept ans plus tard, en 2005, l'école de Marcel Marceau ferme définitivement ses portes en raison des économies demandées par la mairie de Paris, ayant pour projet la création d'une autre structure (qui deviendra l'ESAD en 2007 sous la direction de Jean-Claude Cotillard).

### Vie privée
En avril 1959, Marcel Marceau divorce d'Huguette Mallet (1930-2010), danseuse, mime, comédienne et chanteuse, épousée le 4 septembre 1953 à Périgueux avec qui il a deux fils, Michel (né en 1950) et Baptiste (né en 1953). Il divorcera également d'Ella Jaroszewicz et d'Anne Sicco, avec qui il a deux filles, Camille et Aurélia. 
Michel, son fils aîné, a été un temps célèbre à Hollywood en y devenant, à 19 ans, chanteur avec d'autres jeunes, fils et filles de stars du cinéma américain.
Marcel Marceau meurt le 22 septembre 2007 à Cahors (Lot). Il est inhumé à Paris au cimetière du Père-Lachaise (division 21).

### Dispersion de son patrimoine
Marceau aurait voulu que sa maison à Berchères-sur-Vesgre (Eure-et-Loir) devienne, après sa mort, un musée du mime. Après des années de procédure, le tribunal de commerce de Paris ordonne, en mai et novembre 2009, la vente aux enchères de tout son patrimoine artistique et de tous ses biens à l’hôtel Drouot. Souhaitant que les objets lui ayant appartenu soient rassemblés dans un musée en France, le ministère de la Culture et de la Communication a préempté certaines pièces désormais conservées à la Bibliothèque nationale de France : des archives, des dessins, des maquettes et des photographies, notamment un Bip sur scène. D'autres ont été achetées par l'association Un musée pour le mime, créée par d'anciens élèves de Marceau, qui les proposent sous forme d'expositions.

## Publications
- Les Sept Péchés capitaux, Atelier Pons, 1965.
- La Ballade de Paris et du Monde, Aline Elmayan Éditeur, 1968.
- Die Weltkunst der Pantomime, entretiens de Marcel Marceau avec Herbert Jhering, Arche, Zürich, 1972.
- L'Histoire de Bip, l'École des loisirs, 1976.
- Le Troisième Œil, Lithoprint Delcourt, 1981.
- Pimporello, Belfond, 1987.
- Bip piégé dans un livre, La Martinière, 2002.

## Filmographie

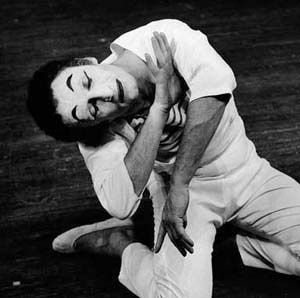
Marcel Marceau interprétant La Cage, dans la 1ère partie du spectacle d'Alejandro Jodorowsky, en 1963.
Photographie par Erling Mandelmann.

- 1946 : La Bague[32], court métrage d'Alain Resnais
- 1949 : Mic Mac, de Jean Béranger[Lequel ?]
- 1954 : Pantomimes, court-métrage de Paul Paviot, « préface » de Jean Cocteau
- 1955 : Un jardin public, court-métrage de Paul Paviot
- 1959 : La Belle et l'Empereur (Die Schöne Lügnerin), d'Axel von Ambesser
- 1964 : Le Mime Marcel Marceau, moyen-métrage de Dominique Delouche
- 1966 : Le Monde visuel de Marcel Marceau, d'Annett Wolf
- 1968 : Barbarella, de Roger Vadim : le professeur Ping
- 1974 : The Art of Silence, de John Barnes[Lequel ?], pantomimes de Marcel Marceau, série de douze films, produit par Encyclopaedia Britannica
- 1974 : Shanks, de William Castle : Malcolm Shanks
- 1976 : La Dernière Folie de Mel Brooks (Silent Movie), film muet de Mel Brooks : lui-même (il prononce paradoxalement le seul mot parlé du film : « Non ! »)
- 1979 : Les Îles, d'Iradj Azimi : le directeur de l'IGN
- 1992 : Marcel Marceau ou le poids de l'âme, d'Alain Dhénaut et Jean-Pierre Burgaud
- 1993 : Marcel Marceau en scène, d'Alain Dhénaut

Films sur Marcel Marceau
- 2020 : Résistance (Resistance, Jonathan Jakubowicz)

## Théâtre

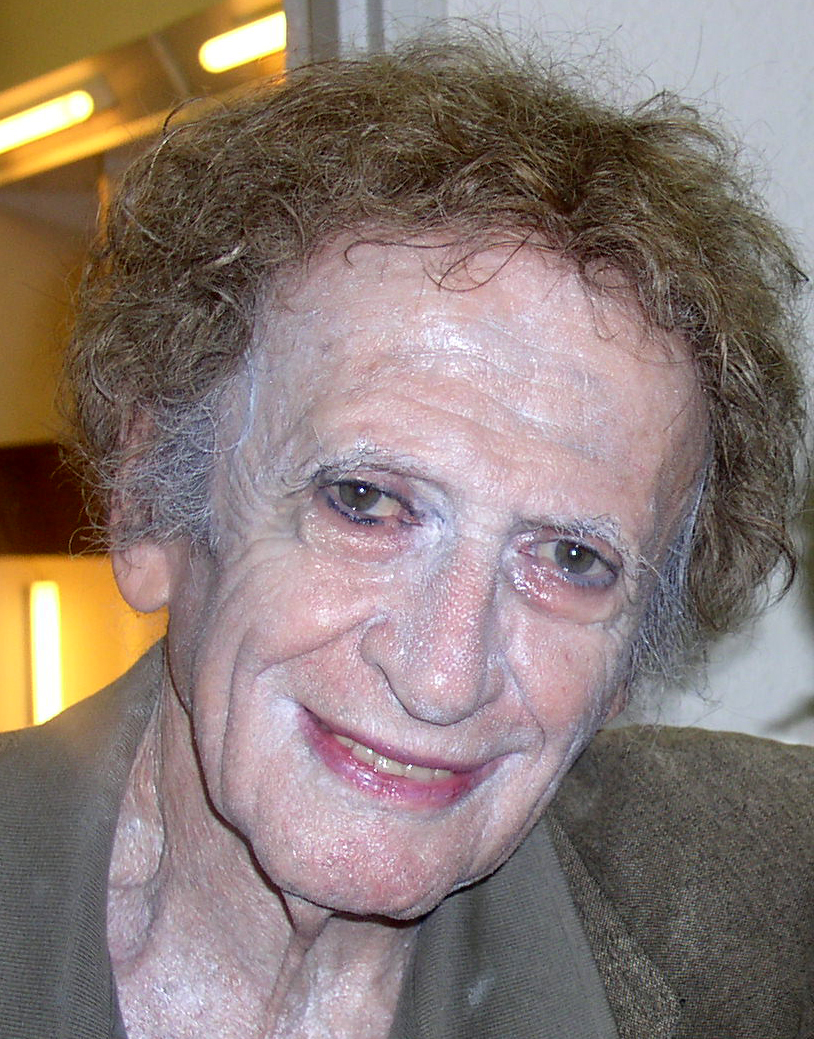
Marcel Marceau en 2004.

- 1946 : Baptiste, de Jacques Prévert et Joseph Kosma, mise en scène Jean-Louis Barrault, théâtre Marigny
- 1947 : Baptiste, de Jacques Prévert et Joseph Kosma, mise en scène Jean-Louis Barrault, théâtre des Célestins
- 1947 : La Fontaine de jouvence, de Boris Kochno, mise en scène Jean-Louis Barrault, théâtre Marigny
- 1947 : Le Procès, d'après Franz Kafka, mise en scène Jean-Louis Barrault, théâtre Marigny
- 1947 : Spectacle Marcel Marceau, théâtre de Poche Montparnasse
- 1948 : L'État de siège, d'Albert Camus, mise en scène Jean-Louis Barrault, théâtre Marigny
- 1949 : Nouvelles Pantomimes burlesques et Un mimodrame, de Marcel Marceau, mise en scène Marcel Marceau, théâtre de Poche Montparnasse
- 1950 : Les Pantomimes de Bip et Mort avant l'aube, Studio des Champs-Élysées
- 1951 : Le Manteau, de Nicolas Gogol, et Moriana et Galvan, d'Alexandre Arnoux, mise en scène Marcel Marceau, Studio des Champs-Élysées
- 1952 : Le Pierrot de Montmartre, de Marcel Marceau, mise en scène de l'auteur, théâtre Sarah Bernhardt
- 1953 : Les Trois Perruques et Un soir aux Funambules, de Marcel Marceau, mise en scène de l'auteur, Comédie des Champs-Élysées
- 1956 : Loup de Tsu Ku Mi - Mont de Piété - 14 juillet, de Marcel Marceau, mise en scène de l'auteur, théâtre de l'Ambigu-Comique
- 1958 : Le Petit Cirque et Les Matadors, de Marcel Marceau, mise en scène de l'auteur, théâtre de l'Ambigu-Comique
- 1964 : Don Juan, de Marcel Marceau, mise en scène de l'auteur, théâtre de l'Ambigu-Comique
- 1972 : Le Vagabond des étoiles, de Marcel Marceau, mise en scène de l'auteur, théâtre des Champs-Élysées
- 1974 : Pantomimes, de Marcel Marceau, mise en scène de l'auteur, tournée aux États-Unis
- 1978 : Mimodrame, de Marcel Marceau, théâtre de la Porte-Saint-Martin
- 1985: Abîmes, d'Anne Sicco, Cantiere Internazionale d'Arte Montepulciano
- 1997 : Le Chapeau Melon, de Marcel Marceau, mise en scène de l'auteur, Espace Cardin
- 1997 : Déserts ou les 7 rêves de Sarah, d'Anne Sicco, Scène nationale d'Albi
- 2003 : Contes fantastiques, de Marcel Marceau, mise en scène de l'auteur, théâtre Antoine

## Émissions radiophoniques
Le 23 novembre 1982, Marcel Marceau passe dans l'émission radiophonique Le Tribunal des flagrants délires diffusée sur France Inter. Le réquisitoire prononcé par Pierre Desproges est disponible sur le disque Les réquisitoires du tribunal des flagrants délires (volume 3) du coffret intégral aux éditions Tôt ou Tard paru en 2001.
Marcel Marceau évoque longuement son maître Etienne Decroux au micro de Jean-Pierre Pagliano dans l'émission de France Culture "Profils perdus: Etienne Decroux" (5 et 12 novembre 1992).

## Hommages et distinctions

### Décorations
- Officier de la Légion d'honneur
- Grand officier de l'ordre national du Mérite (23 novembre 1998)[33]
- Chevalier de l'ordre des Palmes académiques
- Commandeur de l'ordre des Arts et des Lettres

### Récompenses
- 1963 : prix du Brigadier pour son spectacle au théâtre de la Renaissance.
- Président d'honneur de l'Association France-Tchécoslovaquie pendant plusieurs années jusqu'à la dissolution de l'association quand la Tchécoslovaquie s'est dissoute. Il est mort deux semaines après son collègue et collaborateur dans cette œuvre, l'ancien vice-président d'honneur de l'association, Guy Erismann.
- Membre correspondant de l'Académie des arts de la RDA de 1956 à 1993.
- Membre de l'Académie des beaux-arts (section des membres libres) le 27 février 1991.
- Molière d'honneur en 1990.
- Une exposition a été consacrée à son activité de peintre en octobre 2003 à Strasbourg, à l'occasion de ses 80 ans[34]. Sa collection fut dispersée le mardi 26 mai 2009 à l'hôtel Drouot à Paris.
- 2001 Médaille Raoul Wallenberg, au nom du Juste parmi les nations qui a sauvé des milliers de Juifs d’une mort certaine pendant la Shoah
- Lauréat en 2006 du prix du Grand Théâtre de La Havane[35].
- Sa statue de cire est visible au musée Grévin à Paris.
- Docteur Honoris Causa de l'université de Princeton.
- Les studios Disney lui rendent hommage dans Raiponce, un des brigands joue le rôle de Bip.
- Le long métrage multinational Resistance de Jonathan Jakubowicz, sorti en 2020, revient principalement sur les années de Marcel Marceau dans la Résistance. Il y est incarné par l'acteur américain Jesse Eisenberg.

## Musique
Jean Prodomidès a composé nombre de partitions pour La Compagnie du mime Marceau.

#### Biographies
- Interviews de Jeanne et Guy Verriest-Lefert, Marcel Marceau ou l'aventure du silence, Éditions Desclée de Brouwer, 1974.
- (en) Ben Martin, Marcel Marceau : Master of Mime, Paddington Press (UK) Limited, 1978  (ISBN 0-448-22680-4).
- Valérie Bochenek, Le Mime Marcel Marceau : entretiens et regards avec Valérie Bochenek, Somogy, 1997  (ISBN 2850562629).

#### Varia
- Beate et Serge Klarsfeld, Le Mémorial de la Déportation des Juifs de France, Paris, 1978.
- (en) Anya Peterson Royce, Movement and Meaning : Creativity and Interpretation in Ballet and Mime, Indiana University Press, 1984  (ISBN 0-253-33888-3).
- Jean-Yves Mariotte, « Marceau (le mime), pseud. de Marcel Mangel) », in Nouveau Dictionnaire de biographie alsacienne, vol. 25, p. 2516.
- Nicole Narewski-Barriau, Les Sons du silence : Marcel Marceau mime musicien, Thespis, 2006  (ISBN 2-9521894-2-0).
- Agnieszka Kühnl-Kinel, Marcel Marceau : Contribution à l'étude de l'art du mime, 2009  (ISBN 978-2-7295-2619-1).
- François-Brice Hincker, « Marcel Marceau : l'Humaniste du silence », Saisons d'Alsace, 2003.
- Rémi David et Florence Salzano, Marcel Marceau, la poésie du silence, Éditions À dos d'âne, 2016.
- Hélène Bigot (dir.), Jean-Claude Richez (dir.) et Léon Strauss (dir.), Résistantes et résistants strasbourgeois, Strasbourg, mai 2025, 226 p. (ISBN 978-2-493781-33-8, ISSN 2970-0108), p. 129, 130, 162.

### Film
- 2020 : Résistance de Jonathan Jakubowicz